# Ny-Ålesund

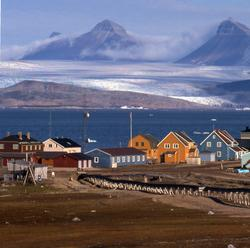
Ny-Ålesund vara

Ny-Ålesund (Ny-Aalesund) este una dintre cele patru așezări permanente de pe insula Spitsbergen în arhipelagul Svalbard. Acesta este situat pe peninsula Brøgger la Kongsfjorden. Ca și restul arhipelagului Svalbard, Ny-Ålesund este administrat de către Regatul Norvegiei.

## Geografia
Ny-Ålesund este cel mai nordic sat 78°55′N 11°56′E / 78.917°N 11.933°E, și este cea mai nordică așezare publică funcțională din lume.

### Demografia
Astăzi, Ny-Ålesund este locuit de o populație permanentă de aproximativ 30-35 de persoane. Toți aceștia lucrează pentru unul din posturile de cercetare - de exemplu, Global Atmosphere Watch - sau pentru compania de logistică și furnizare "Kings Bay AS", care "deține" și conduce satul de cercetare. Vara activitatea în Ny-Ålesund crește cu până la 120 de cercetători, tehnicieni și asistenți în domeniu. În prezent, Norvegia, Olanda, Germania, Marea Britanie, Franța, India, Italia, Japonia, Coreea de Sud și China mențin toate posturi de cercetare la Ny-Ålesund, deși nu toate sunt locuite tot timpul anului.

## Cercetare
Ny-Ålesund este casa, noului laborator Arctic marin (cel mai nordic din lume), care a fost deschis oficial pe 1 iunie 2005. Cu multe camere și spații, laboratorul marin este deosebit de util pentru țările care nu mențin stații permanente de cercetare în domeniu.

## Turism
Este posibil să se călătorească la Ny-Ålesund cu zboruri regulate din Longyearbyen și aici există un hotel. Pentru croazierele cu nava, Ny-Ålesund este o pauză de țărm tipic. Cu toate acestea, acest turism poate provoca interferențe cu dispozitivele sensibile științifice din așezare, astfel încât turiștii sunt supravegheați de către populația locală. De asemenea, în această zonă, pentru a proteja antena locală VLBI, există o zonă de excludere de 20 km pentru dispozitive de transmisie între 2,4 și 2.4835 GHz. Aceasta include bluetooth, WLAN, și alte dispozitive fără fir.

## Aeroport
Localitatea este deservită de aeroportul "Ny-Ålesund Airport, Hamnerabben". Apropiat de Ny-Ålesund a existat din 1997 SvalRak, un poligon de lansare pentru rachete de sondare.
|  |  |

## Istoria

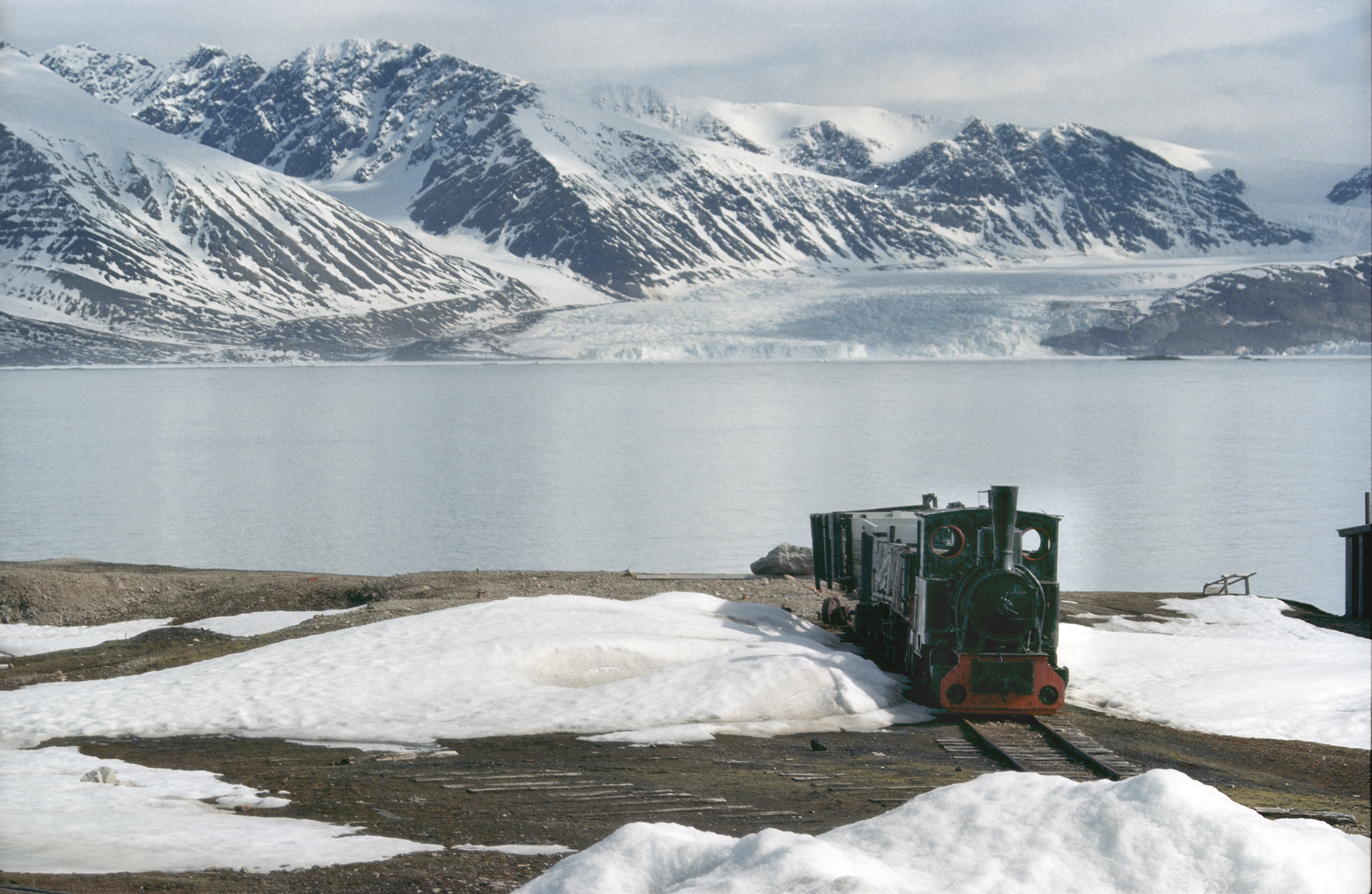
Locomotivă abandonată din zilele de exploatare minieră a cărbunelui în Ny-Ålesund

- 1916 – a fost fondat ca un oraș minier de cărbune, prima denumire a fost "Orașul Brandal" după fondatorul Peter S. Brandal
- 1926 – Roald Amundsen începe zborul său la Polul Nord, în "Norge Airship"
- 1962 – "Kings Bay Affair" - dezastru de exploatare (1962-11-05) sunt ucise 21 de persoane; Guvernul norvegian a demisionat în luna august 1963 din cauza acestui eveniment, și mineritul este întrerupt
- 1968 – "Institutul Polar Norvegian" deschide o bază de cercetare
- 1980/90 – alte națiuni își sporeasc activitățile lor științifice, Ny-Ålesund se transformă într-o bază de cercetare arctică internațională
- 2004 – China inaugurează "Arctic Yellow River Station", prima sa stație de cercetare arctică, în Ny-Ålesund pe 2004-07-27
- 2008 – India inaugurează stația "Himadri", prima sa stație de cercetare arctică, în Ny-Ålesund